# Помаре I
Помаре І (1742 — 3 вересня 1803) — об'єднувач і перший король Таїті в 1788—1791 роках, правив як регент при своєму малолітньому синові Помаре ІІ, з 1791 року до своєї смерті в 1803 році.
Помаре народився в районі Паре (область Пуріонуу), близько 1743 року. Був другим сином місцевого вождя Теу Тунуіеаітеатуа від його дружини, Тетупаїа-і-Хауірі. Спочатку він правив під регентством свого батька з 1743 року (на Таїті існував звичай, за яким верховні вожді областей формально зрікалися влади при народженні синів, але фактично продовжували тримати кермо правління у своїх руках аж до їх повноліття) і успадкував своєму батькові з титулом арії-рахі в Пуріонуу 23 листопада 1802 року.

## Передумови державотворення на Таїті
У другій половині XVIII століття на Таїті почався інтенсивний перехід від первісно-общинного до ранньокласового суспільства зі збереженням значних рис родових відносин, що продовжували впливати на життя таїтян. До цього часу класове розшарування та майнова диференціація набули тут чітких форм. Соціальні зміни на острові виявлялися у формі боротьби вождів за верховну владу. Однак інститут верховної влади був явищем ненадійним і хистким, оскільки верховний вождь залежав від підтримки вождів нижчого рангу, які керували окремими частинами острова. Останні, у свою чергу, були зацікавлені в підтримці «балансу сил», тому будь-якої миті могли відмовити в підпорядкуванні верховному вождеві, що надмірно піднявся, перестати виплачувати йому данину, оголосити війну. Тільки Помаре зміг достатньо зміцнити верховну владу і консолідувати таїтянське суспільство. Формуванню державності на Таїті також значною мірою сприяли тісні контакти з європейцями.

## Ранні роки Помаре
Батько майбутнього Помаре, Теу, брав активну участь у міжусобній боротьбі серед племінних вождів. У 1760-х роках найбільш могутнім правителем на Таїті був Тутаха, вождь області Атахуру на північно-західному узбережжі острова. Проте формально не міг стати верховним правителем (цей титул був у руках вождів області Папара), оскільки був лише молодшим сином місцевого роду. Теу, а потім і Помаре, були союзниками Тутахи у боротьбі влади. Біля 1769 року міжусобна боротьба на острові спалахнула з новою силою: з'єднані сили вождів Тутахи, Теу та Вехаіатуа виступили проти області Папара. У цій війні вожді Папари зазнали поразки і втратили головне політичне значення. На перше місце висунувся вождь Тутаха, а Помаре, який тоді мав ім'я Ту, був його найближчим союзником.
У тому ж 1769 році Тутаха (і Ту-Помаре який підтримув його) вступив конфлікт з іншим колишнім союзником, вождем Вехіатуа. У 1770 році відбулася морська битва біля берегів Таїті-іті, яка не принесла успіху жодній із сторін. У 1773 році Тутаха і Ту, зібравши значні сили, рушили по суші до перешийка, на якому сталася запекла битва (березень 1773 року). Вехіатуа здобув рішучу перемогу, Тутаха був убитий, Ту втік у гори. Вехіатуа вторгся в області ворога і пограбував їх. Ту був змушений прийняти мир на умовах Вехіатуа. Смерть Тутахи висунула на перший план Ту, який, оговтавшись від поразки, вступив як претендент на верховну владу на острові.
Вже до 1774 року ситуація на Таїті значно змінилася. У 1772—1773 роках Ту був незначним вождем, який лавірував між правителями областей Тефана та Атахуеру, які залучали його до боротьби на острові Еймео. А в 1774 році Джеймс Кук писав про Ту як про верховного вождя острова, називаючи його королем.
Вирішальну роль у війні з Еймео грав один із вождів області Тефана - Тоуха, якого Кук називає адміралом Ту. У 1777 році Суперництво між цими вождями мало не призвело до відкритого конфлікту. У 1783 проти Ту виступили вождь острова Еймео Махіне і вожді Атахуру. У битві, що сталася в районі Паре, Ту був розгромлений і втік у гори, а його області зазнали спустошення.

## Відносини з європейцями
Коли в 1788 році на Таїті підчас знаменитої епопеї судна «Баунті» прибув капітан Вільям Блай, він знайшов Ту, що вже змінив ім'я на Помаре, у дуже скрутному становищі. Район Паре, в якому жив Помаре, був спустошений, всі сусідні вожді виступили проти нього, від флоту залишилося лише три каное. Прагнучи об'єднати Таїті, Помаре та його союзники встановили дружні стосунки з іноземцями. Вони охоче приймали втікачів матросів, використовуючи їхнє знайомство з ремеслами та вогнепальною зброєю, прагнули закуповувати у капітанів іноземних суден якнайбільше європейської вогнепальної зброї, робили спроби спонукати європейців взяти безпосередню участь у боротьбі за об'єднання Таїті. Значною мірою їм вдалося досягти своїх цілей, хоча згодом політика династії Помаре і їх підтримка християнства була вміло використана англійськими місіонерами для захоплення влади на острові до своїх рук.
Неоціненну допомогу Помаре надали бунтівники з «Баунті». При цьому вони допомагали королю не тільки своїми мушкетами, але й надавали в його розпорядження справжнє військове судно, побудоване з підручних матеріалів колишнім корабельним теслею Моррісоном. За допомогою членів екіпажу «Баунті», найнятих ним на службу, Помаре в 1790 році зміцнив своє становище і розбив вождя Еймео - Махіне. Вожді області Атахуру, союзники Еймео, також підкорилися Помаре. Одним із вирішальних результатів нападу на Атахуру було захоплення мароруа — паска, прикрашеного червоним пір'ям, символа королівської влади. Відтепер він був у руках Помаре I. І той послав своїх білих воїнів окружною дорогою вздовж узбережжя острова, щоб вони демонстрували Червоний пояс у кожному селі. Моряки з «Баунті» несли мароруа і англійський прапор, теж прикрашений червоним пір'ям.
Помаре I здобув рішучу перемогу. Однак головну роль відіграли його англійські союзники. Майбутній перший король об'єднаного Таїті навіть не залишав своєї резиденції, всю роботу за нього виконували англійці. Його влада визнав і напівострів Таїті-іті. До кінця XVIII століття  єдиним незалежним вождем на острові залишався вождь області Папара. Після цього, в 1791 році, Помаре позбувся матросів з «Баунті», видавши їх капітану Едуарду, відправленому англійським урядом для затримання бунтівників.

## Останні роки життя
У 1791 році Помаре згідно з традицією формально зрікся влади на користь сина, Помаре II, але фактично продовжував здійснювати правління. До 1797 року обидва Помаре майже завершили об'єднання Таїті. Їхній владі підкорилася майже всі області Таїті-нуї та Таїті-іті, а також сусідні дрібні острови Еймео, Мотеа, Тетуароа. Резиденція Помаре II знаходилася на Таїті, а Помаре I жив на острові Еймео, який перетворився нарівні з районом Паре на свого роду домен родини Помаре.
Помаре помер 3 вересня 1803 року. Він був одружений 4 рази і залишив 2 синів та 3 дочок.

## Образ у кіно
- «Заколот на Баунті» (1935)
- «Заколот на Баунті» (1962)
- «Баунті» (1984)